# Sense tu
Chansons représentant l'Andorre au Concours Eurovision de la chanson
La mirada interior
(2005) Salvem al món
(2007)
Sense tu (en français Sans toi) est la chanson représentant l'Andorre au Concours Eurovision de la chanson 2006. Elle est interprétée par l'Espagnole Jennifer.

## Eurovision
Après le dépôt des artistes et des compositeurs jusqu'au 31 décembre 2005 de leurs chansons, dont une doit être en catalan, 37 chansons de compositeurs et 48 candidatures d'artistes sont déposés. Un jury professionnel sélectionne trois chansons et quatre artistes pour la sélection finale. Le 8 mars 2006, la RTVA annonce que Jenny sera la représentante d'Andorre au Concours Eurovision de la chanson 2006 avec la chanson en catalan Sense tu.
Comme elle n'a pas atteint la finale en 2005, Andorre doit d'abord participer à la demi-finale le 18 mai 2006.
La chanson est la quatrième de la soirée, suivant Mr. Nobody interprétée par Anžej Dežan pour la Slovénie et précédant Mum interprétée par Polina Smolova pour la Biélorussie.
L'interprétation de la chanson est critiquée, car Jenny est entourée de danseuses portant de la lingerie blanche et Jenny porte une chemise de nuit noire.
À la fin des votes, elle obtient 8 points (seulement de l'Espagne) et finit dernière des vingt-trois participants.
La chanson est interprétée en anglais, It's for you, par Anabel Conde, la représentante de l'Espagne au Concours Eurovision de la chanson 2006.

### Points attribués à l'Andorre
| 12 points | 10 points | 8 points  | 7 points | 6 points |
| --------- | --------- | --------- | -------- | -------- |
|           |           | - Espagne |          |          |
| 5 points  | 4 points  | 3 points  | 2 points | 1 point  |
|           |           |           |          |          |